# Marek Švec
Marek Švec (* 17. Februar 1973 in Havlíčkův Brod) ist ein tschechischer Ringer. Er war Vize-Weltmeister 2006 in Guangzhou/China im griech.-röm. Stil im Halbschwergewicht.

## Werdegang
Marek Švec wuchs in seiner Heimatstadt Havlíčkův Brod auf und begann dort als Jugendlicher 1979 mit dem Ringen. Über Ostrava kam er später zum Sportclub PSK Olymp Prag und wurde dort von Erwin Varga trainiert. Marek Švec ringt bei einer Größe von 1,86 m seit Beginn seiner Seniorenzeit 1992 im Halbschwergewicht (zunächst bis 90 kg Körpergewicht, dann bis 96 kg/97 kg Körpergewicht). Er ringt ausschließlich im griech.-röm. Stil. Er ist Sportlehrer, bestreitet aber z. Zt seinen Lebensunterhalt vom Ringen. Bei zweimaligem täglichen Training ist dies auch anders gar nicht möglich. Bereits seit der Saison 2003/04 ringt er für den 1. Luckenwalder SC in der deutschen Bundesliga, bei dem er einige Male zur Erringung des deutschen Mannschaftsmeistertitels beitrug.
Nach Beendigung seiner aktiven Zeit als Ringer strebt er eine Trainerstelle an.
Die internationale Laufbahn von Marek Švec begann im Jahre 1994 mit der Teilnahme an der Europameisterschaft im griech.-röm. Stil in Athen im Halbschwergewicht. Er erreichte dabei einen 14. Platz. Auch bei den nächsten internationalen Meisterschaften gelang es ihm noch nicht, sich im Vorderfeld zu platzieren. So kam er bei der Weltmeisterschaft 1994 in Tampere auf den 20. Platz, bei der Europameisterschaft 1995 in Besançon auf den 10. Platz und bei der Weltmeisterschaft 1995 in Prag auf den 20. Platz. Bei der Europameisterschaft 1996 in Budapest erreichte er mit einem siebten Platz seine bis dahin beste Platzierung.
Im Jahre 1996 nahm er in Atlanta auch erstmals an Olympischen Spielen teil. Er kam dort auf einen guten 8. Platz. Dieses Platz musste er sich mit Siegen über Rozy Rejepow aus Turkmenistan, Incio Vasquez, Peru, Moustafa Hussain aus Ägypten und Reynaldo Rudolfo Pena Borroto, Kuba hart erkämpfen. Gegen Aljaksandr Sidarenka aus Belarus und Derrick Waldroup aus den Vereinigten Staaten unterlag er.
Bei der Europameisterschaft 1997 in Kouvola siegte er über Pius Grenz, Deutschland, Bakuri Gogitidse, Georgien und Əsəd Əliyev aus Aserbaidschan und verlor gegen Taimuras Edischeraschwili aus Russland, was ihn auf den 8. Platz brachte. Bei der Weltmeisterschaft des gleichen Jahres in Breslau unterlag er gegen Maik Bullmann aus Deutschland und Mikael Ljungberg aus Schweden und kam nur auf den 21. Platz.
Bei der Weltmeisterschaft 1998 im schwedischen Gävle gelang ihm dann der erste große Erfolg seiner Laufbahn. Mit Siegen über Pajo Isosević aus Jugoslawien, Gennadi Tschaidsche aus Georgien und Mikael Ljungberg kam er bis in das Finale, in dem er aber gegen Gogi Koguaschwili aus Russland unterlag.
Im Jahre 1999 gab es bei der Europameisterschaft in Sofia für Marek Švec einen herben Rückschlag, denn er unterlag dort gegen Dawid Saldadse aus der Ukraine und Andrzej Wroński aus Polen, schied aus und kam nur auf den 20. Platz. Viel besser lief es für ihn bei der Weltmeisterschaft dieses Jahres in Athen, denn er siegte dort über Igor Grabovetski aus Moldawien, Sjarhej Lischtwan aus Belarus und Josip Pavičić aus Jugoslawien. Nach einer Niederlage gegen Hakkı Başar aus der Türkei kam er auf den 8. Platz.
Im Jahre 2000 nahm Marek Švec erneut an den Olympischen Spielen teil. In Sydney schied er aber nach Niederlagen gegen Garrett Lowney, USA und Gogi Koguaschwili frühzeitig aus und erreichte den 18. Platz. Ein kleines Trostpflaster für ihn war dann gegen Ende des Jahres 2000 der Gewinn des Studenten-Weltmeistertitels bei der Welt-Universitäten-Meisterschaft in Tokio vor Marek Sitnik, Polen und Mehmet Özal, Türkei.
Im Jahre 2001 erreichte Marek Švec bei der Weltmeisterschaft in Patras mit Siegen über Mindaugas Ežerskis aus Litauen und Karam Ibrahim aus Ägypten und einer Niederlage gegen Petru Sudureac aus Rumänien einen hervorragenden 5. Platz. Im Jahre 2002 erreichte er sowohl bei der Europameisterschaft in Seinäjoki/Finnland als auch bei der Weltmeisterschaft in Moskau jeweils den 7. Platz. Bemerkenswert ist dabei, dass ihm in Moskau Siege über Petru Sudureac und Dawid Saldadse gelangen.
Wenig erfolgreich verlief für ihn das Jahr 2003. Bei der Europameisterschaft in Belgrad kam er nach zwei Niederlagen nur auf den 12. Platz und bei der Weltmeisterschaft in Créteil siegte er zwar über Roman Medina aus der Slowakei, schied aber dann nach einer Niederlage gegen Mirko Englich aus Deutschland aus und kam nur auf den 21. Platz.
Im Jahre 2004 gelang es Marek Švec nicht, sich für die Teilnahme an den Olympischen Spielen in Athen zu qualifizieren. Umso bedauerlicher, da er eigentlich in hervorragender Form war, wie der Gewinn der Bronzemedaille bei der Europameisterschaft in Haparanda bewies. Er siegte dort über den Weltmeister von 2002 Mehmet Özal und Roman Meduna, verlor dann gegen Sjarhej Lischtwan und erkämpfte sich mit einem Sieg über den starken Ukrainer Dawid Saldadse den 3. Platz.
2005 belegte er bei der Europameisterschaft in Warna den 5. Platz und bei der Weltmeisterschaft in Budapest den 10. Platz. Die entscheidenden Niederlagen musste er dabei von Hamza Yerlikaya aus der Türkei und Justin Ruiz aus den Vereinigten Staaten hinnehmen. Sehr erfolgreich verlief für Marek Švec das Jahr 2006. Er gewann in diesem Jahr bei der Europameisterschaft in Moskau mit Siegen über Robert Petrosjan aus Armenien und Rami Hietaniemi aus Finnland, einer Niederlage gegen Mychajlo Nikolajew aus der Ukraine und einem Sieg über Schata Narmanja aus Belarus die Bronzemedaille. Noch erfolgreicher war er bei der Weltmeisterschaft in Guangzhou/China, denn dort kämpfte er sich mit Siegen über Kenzo Kato aus Japan, Theodoros Tounousidis, Griechenland, den Olympiasieger und vielfachen Weltmeister Hamza Yerlikaya und den Europameister von 2003 Ramas Nosadse aus Georgien bis in das Finale, in dem er dem Überraschungsmann Heiki Nabi aus Estland äußert knapp nach Punkten unterlag. Damit war er zum zweiten Mal Vize-Weltmeister.
Nach einem etwas enttäuschenden 9. Platz bei der Europameisterschaft 2007 in Sofia, der auf eine Niederlage gegen Balasz Kiss aus Ungarn im 2. Kampf zurückzuführen ist, gewann dann Marek Švec bei der Weltmeisterschaft 2007 in Baku mit dem 3. Platz erneut eine Medaille. Nach einer Niederlage in der ersten Runde gegen Ramas Nosadse besiegte er dann nacheinander Justin Ruiz, Jimmy Lidberg aus Schweden, Elis Guri aus Albanien und Daigoro Timoncini aus Italien.
Bei der Europameisterschaft 2008 in Tampere kam Marek Švec mit einem Sieg über Theodoros Tousounidis und einer Niederlage gegen Jimmy Lidberg auf den 11. Platz. Bei den Olympischen Spielen 2008 in Peking gelangen Marek Švec Siege über Kalojan Dintschew aus Bulgarien und den amtierenden Weltmeister von 2007 Ramas Nosadse. Im dritten Kampf unterlag er aber dem ungemein starken Russen Aslanbek Chuschtow nach Punkten. Auch im Kampf um den 3. Platz und damit um die Bronzemedaille musste er gegen den nachträglich wegen Dopings gesperrten Ässet Mämbetow aus Kasachstan eine Punktniederlage hinnehmen. Damit erreichte er den undankbaren, weil medaillenlosen fünften Platz. Durch die Streichung der Ergebnisse von Ässet Mämbetow, rutsche er auf den dritten Platz vor.

## Internationale Erfolge
(OS = Olympische Spiele, WM = Weltmeisterschaft, EM = Europameisterschaft, Hs = Halbschwergewicht, bis 1996 bis 90 kg Körpergewicht, bis 2001 bis 97 kg Körpergewicht und seit 2002 bis 96 kg Körpergewicht)
- 1992, 4. Platz, Junioren-Turnier in Kungsbacke/Schweden, GR, Hs, hinter Nurhan Avci, Türkei, Filip Soukop, Tschechoslowakei u. Jan Järvensivu, Finnland;
- 1994, 14. Platz, EM in Athen, GR, Hs; Sieger: Wjatscheslaw Oleinik, Ukraine vor Sergej Kiriltschuk, Belarus u. Stig Kleven, Norwegen;
- 1994, 20. Platz, WM in Tampere, GR, Hs; Sieger: Gogi Koguaschwili, Russland vor Wjatscheslaw Oleinik u. Maik Bullmann, Deutschland;
- 1995, 10. Platz, EM in Besançon, Gr, Hs; Sieger: Gogi Koguaschwili vor Maik Bullmann u. Wjatscheslaw Oleinik;
- 1995, 20. Platz, WM in Prag, GR, Hs; Sieger: Hakki Basar, Türkei vor Petru Sudureac, Rumänien u. Gogi Koguaschwili;
- 1996, 7. Platz, EM in Budapest, GR, Hs; Sieger: Gogi Koguaschwili vor Maik Bullmann u. Wjatscheslaw Oleinik;
- 1996, 8. Platz, OS in Atlanta, GR, Hs; Sieger: Wjatscheslaw Oleinik vor Jacek Fafinski, Polen u. Maik Bullmann;
- 1997, 8. Platz, EM in Kouvola, GR, Hs; Sieger: Hakki Basar vor Anatoli Fedorenko, Belarus u. Konstantin Thanos, Griechenland;
- 1997, 21. Platz, WM in Wrocław, GR, Hs; Sieger: Anatoli Fedorenko vor Andrzej Wroński, Polen und Maik Bullmann;
- 1998, 2. Platz, WM in Gävle, GR, Hs, hinter Gogi Koguaschwili u. vor Dawid Saldadse, Ukraine;
- 1999, 20. Platz, EM in Sofia, GR, Hs; Sieger: Mikael Ljungberg, Schweden vor Ali Mollow, Bulgarien, Petru Sudureac u. Dawid Saldadse;
- 1999, 8. Platz, WM in Athen, GR, Hs; Sieger: Gogi Koguaschwili vor Andrzej Wronski, Mikael Ljungberg u. Hakki Basar;
- 2000, 18. Platz, OS in Sydney, GR, Hs; Sieger: Mikael Ljungberg vor Dawid Saldadse, Garrett Lowney, USA u. Konstantin Thanos;
- 2000, 1. Platz, World-University-Championships in Tokio, GR, Hs, vor Marek Sitnik, Polen u. Mehmet Özal, Türkei;
- 2001, 8. Platz, EM in Istanbul, GR, Hs; Sieger: Alexander Besrutschkin, Russland vor Ali Mollow u. Petru Sudureac;
- 2001, 5. Platz, WM in Patras, GR, Hs, hinter Alexander Besrutschkin, William Ernesto Pena, Kuba, Mehmet Özal u. Petru Sudureac;
- 2002, 7. Platz, EM in Seinäjoki/Finnland, GR, Hs; Sieger: Gogi Koguaschwili vor Sergej Lischtwan, Belarus u. Dawid Saldadse;
- 2002, 7. Platz, WM in Moskau, GR, Hs; Sieger: Mehmet Özal vor Karam Ibrahim Ägypten, Ali Mollow u. William Ernesto Pena;
- 2003, 12. Platz, EM in Belgrad, GR, Hs; Sieger: Ramas Nosadse, Georgien vor Mirko Englich, Deutschland, Dawid Saldadse u. Andrzej Batura, Lettland;
- 2003, 21. Platz, WM in Créteil, GR, Hs; Sieger: Martin Lidberg, Schweden vor Karam Ibrahim, Ramas Nosadse u. Dawid Saldadse;
- 2004. 3. Platz, EM in Haparanda, GR, Hs, hinter Martin Lidberg u. Sergej Lischtwan u. vor Dawid Saldadse;
- 2005, 5. Platz, EM in Warna, GR, Hs hinter Hamza Yerlikaya, Türkei, Jimmy Lidberg, Schweden, Dimitri Timchenko, Belarus und Mindaugas Ežerskis, Litauen;
- 2005, 10. Platz, WM in Budapest, GR, Hs; Sieger: Hamza Yerlikaya vor Lajos Virág, Ungarn, Justin Ruiz, USA u. Wassili Teplouchow, Russland;
- 2006, 3. Platz, EM in Moskau, GR, Hs, hinter Hamza Yerlikaya u. Michail Nikolajew, Ukraine, gemeinsam mit Jimmy Lidberg;
- 2006, 2. Platz, WM in Guangzhou/China, GR, Hs, hinter Heiki Nabi, Estland u. vor Hamza Yerlikaya u. Kalojan Dintschew, Bulgarien;
- 2007, 9. Platz, EM in Sofia, GR, Hs; Sieger: Ramas Nosadse vor Jimmy Lidberg, Balasz Kiss, Ungarn u. Wassili Teplouchow;
- 2007, 3. Platz, WM in Baku, GR, Hs, hinter Ramas Nosadse u. Mindaugas Ežerskis, gemeinsam mit Ghasem Rezaie, Iran;
- 2008, 11. Platz, EM in Tampere, GR, Hs; Sieger: Aslanbek Chuschtow, Russland vor Mirko Englich, Elis Guri, Albanien u. Ramas Nosadse;
- 2008, 5. Platz, OS in Peking, GR, Hs, hinter Aslanbek Chuschtow, Mirko Englich, Ässet Mämbetow, Kasachstan u. Adam Wheeler, USA